# Хохфельден (Цюрих)
Хохфельден (нем. Hochfelden ZH) — коммуна в Швейцарии, в кантоне Цюрих.
Входит в состав округа Бюлах. Население составляет 1796 человек (на 31 декабря 2007 года). Официальный код — 0059.

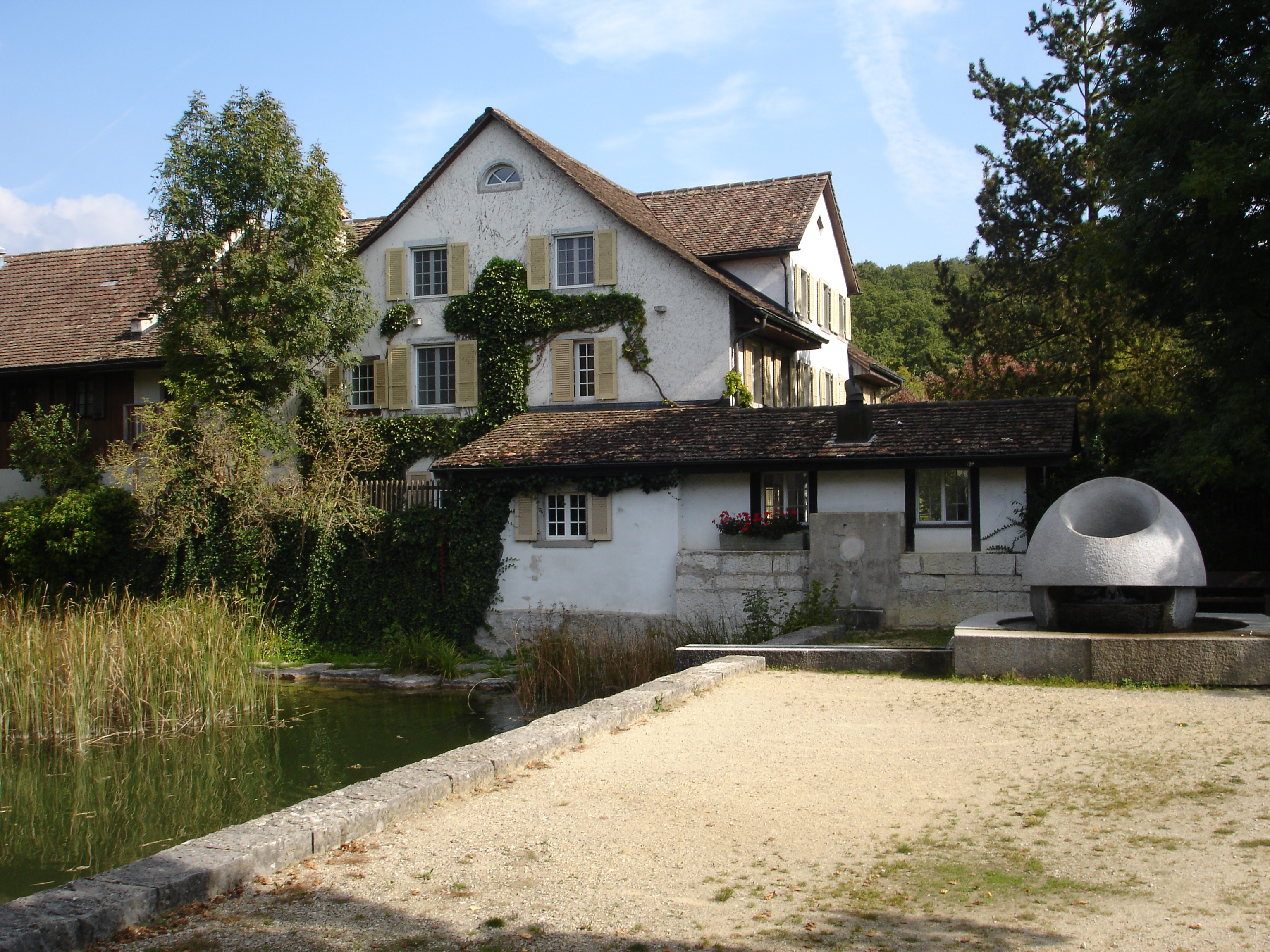
Хохфельден